# Jenno Berckmoes
Jenno Berckmoes (Gand, 4 febbraio 2001) è un ciclista su strada belga che corre per il team Lotto; è professionista dal 2022. Nel 2024 ha vinto una tappa alla Settimana Internazionale di Coppi e Bartali.

## Palmarès

### Strada
- 2021 (Home Solution-Soenens, tre vittorie)

3ª tappa Tour de la Province de Namur (Couvin > Couvin)
4ª tappa Tour de la Province de Namur (Spy > Spy, cronometro)
Classifica generale Tour de la Province de Namur
- 2024 (Lotto Dstny, due vittorie)

5ª tappa Settimana Internazionale di Coppi e Bartali (Forlì > Forlì)
Muur Classic Geraardsbergen
- 2025 (Lotto, una vittoria)

4ª tappa Giro del Belgio (Durbuy > Durbuy)

#### Altri successi
- 2021 (Home Solution-Soenens)

Campionati belgi, Cronosquadre
- 2024 (Lotto Dstny)

Classifica a punti Settimana Internazionale di Coppi e Bartali
Oost-Vlaamse Sluitingsprijs

## Piazzamenti

### Grandi Giri
- Tour de France

2025: 66º

### Classiche monumento
- Milano-Sanremo

2025: 60º
- Giro delle Fiandre

2023: ritirato
2024: 44°
2025: ritirato
- Liegi-Bastogne-Liegi

2022: 109º
2023: 102º

### Competizioni mondiali
- Campionati del mondo

Fiandre 2021 - Cronometro Under-23: 22º
Wollongong 2022 - In linea Under-23: 10º

### Competizioni continentali
- Campionati europei su strada

Trento 2021 - In linea Under-23: 50º
- Campionati europei gravel

Italia 2024 - Elite: 3º